# The Collection (álbum de 98 Degrees)
The Collection é uma coletânea do grupo vocal americano 98 Degrees. Foi lançado em 7 de maio de 2002. A coletânea inclui todos os singles lançados pelo grupo, o hit "Thank God I Found You" em parceria com Mariah Carey e Joe e algumas canções novas. "Why (Are We Still Friends)" foi o único single a divulgar o álbum, mas não teve nenhum videoclipe para acompanhá-lo. O single alcançou o 2° lugar no Taiwan Top 10. 

## Lista das faixas
| Edição standard |                                                                   |                                                                            |         |  |
| N.º             | Título                                                            | Compositor(es)                                                             | Duração |  |
| 1.              | "Invisible Man (canção)"                                          | Dave DeViller, Sean Hosein & Steve Kipner                                  | 4:42    |  |
| 2.              | "Because of You"                                                  | Anders "Bag" Bagge, Arnthor Birgisson, Christian Karisson & Patrick Tucker | 4:56    |  |
| 3.              | "The Hardest Thing"                                               | David Frank & Steve Kipner                                                 | 4:34    |  |
| 4.              | "I Do (Cherish You)"                                              | Dan Hill & Keith Stegall                                                   | 3:45    |  |
| 5.              | "Why (Are We Still Friends)"                                      | Alistair Tennant, Karlin, Soulshock & Wayne Hector                         | 4:07    |  |
| 6.              | "Thank God I Found You" (Mariah Carey featuring Joe & 98 Degrees) | Mariah Carey, James Harris & Terry Lewis                                   | 4:18    |  |
| 7.              | "Give Me Just One Night (Una Noche)"                              | Anders "Bag" Bagge, Arnthor Birgisson & C. Ogalde                          | 3:25    |  |
| 8.              | "My Everything"                                                   | Nick Lachey, Anders "Bag" Bagge, Arnthor Birgisson & Justin Jeffre         | 3:51    |  |
| 9.              | "The Way You Want Me To"                                          | Andrew Lachey, Nick Lachey, Anders "Bag" Bagge & Arnthor Birgisson         | 3:29    |  |
| 10.             | "This Gift"                                                       | Anders "Bag" Bagge, Arnthor Birgisson, Dave DeViller & S. Hosein           | 4:06    |  |
| 11.             | "Was It Something I Didn't Say"                                   | Diane Warren                                                               | 5:12    |  |
| 12.             | "Never Let Go"                                                    | Justin Jeffre                                                              | 4:43    |  |
| 13.             | "True to Your Heart" (featuring Stevie Wonder)                    | David Zippel & Matthew Wilder                                              | 4:15    |  |
| Duração total:  | Duração total:                                                    | Duração total:                                                             | 55:00   |  |

| Faixas bônus japonesa |                              |                                               |         |  |
| N.º                   | Título                       | Compositor(es)                                | Duração |  |
| 14.                   | "Chance to Love You More"    | Nick Lachey, Arnthor Birgisson & Anders Bagge | 4:48    |  |
| 15.                   | "The Only Thing That Matter" | Nick Lachey & Richard Marx                    | 3:28    |  |